# Le Saut de l'ange (roman)
Ne doit pas être confondu avec Le Saut de l'ange (film).
 (mars 2021).
 (mars 2021).
 (mars 2021).
La mise en forme du texte ne suit pas les recommandations de Wikipédia : il faut le « wikifier ».
Les points d'amélioration suivants sont les cas les plus fréquents. Le détail des points à revoir est peut-être précisé sur la page de discussion.
- Les titres sont pré-formatés par le logiciel. Ils ne sont ni en capitales, ni en gras.
- Le texte ne doit pas être écrit en capitales (les noms de famille non plus), ni en gras, ni en italique, ni en « petit »…
- Le gras n'est utilisé que pour surligner le titre de l'article dans l'introduction, une seule fois.
- L'italique est rarement utilisé : mots en langue étrangère, titres d'œuvres, noms de bateaux, etc.
- Les citations ne sont pas en italique mais en corps de texte normal. Elles sont entourées par des guillemets français : « et ».
- Les listes à puces sont à éviter, des paragraphes rédigés étant largement préférés. Les tableaux sont à réserver à la présentation de données structurées (résultats, etc.).
- Les appels de note de bas de page (petits chiffres en exposant, introduits par l'outil «  Source ») sont à placer entre la fin de phrase et le point final[comme ça].
- Les liens internes (vers d'autres articles de Wikipédia) sont à choisir avec parcimonie. Créez des liens vers des articles approfondissant le sujet. Les termes génériques sans rapport avec le sujet sont à éviter, ainsi que les répétitions de liens vers un même terme.
- Les liens externes sont à placer uniquement dans une section « Liens externes », à la fin de l'article. Ces liens sont à choisir avec parcimonie suivant les règles définies. Si un lien sert de source à l'article, son insertion dans le texte est à faire par les notes de bas de page.
- La présentation des références doit suivre les conventions bibliographiques. Il est recommandé d'utiliser les modèles {{Ouvrage}}, {{Chapitre}}, {{Article}}, {{Lien web}} et/ou {{Bibliographie}}. Le mode d'édition visuel peut mettre en forme automatiquement les références.
- Insérer une infobox (cadre d'informations à droite) n'est pas obligatoire pour parachever la mise en page.

Pour une aide détaillée, merci de consulter Aide:Wikification.
Si vous pensez que ces points ont été résolus, vous pouvez retirer ce bandeau et améliorer la mise en forme d'un autre article.
Le Saut de l'ange (titre original: Crash and Burn) est un thriller psychologique de Lisa Gardner paru en 2015 aux États-Unis et sorti en France en 2019.
Il fait partie des enquêtes de Tessa Leoni avec Preuves d'amour (2013) et Famille parfaite (2015).

## Résumé
Lors d’une nuit pluvieuse, Nicole Frank a un accident de voiture. À son réveil, elle souffre d’amnésie partielle et réalise que sa fille a disparu. Le sergent Wyatt Foster et Tessa Leoni vont alors enquêter sur cet accident.
Ce livre de Lisa Gardner joue sur la psychologie, la mémoire, les sens, sur la notion de temps et sur les traumatismes, durant l'enfance tout comme à l'âge adulte.

## Publications du livre en France
Lisa Gardner a vendu 25 millions de livres dans le monde, dont 2 millions en France, et a été traduite dans 30 langues différentes.  
Le Saut de l’ange a été publié en France en 2019 par les éditions Albin Michel.

## Commentaires de l'autrice
Écrivaine depuis l'âge de 20 ans, elle possède de solides connaissances en psychologie, acquises auprès de chercheurs et de professeurs. Elle écrira Le Saut de l'ange en s'inspirant notamment des études relatives aux amnésies partielles qui frappent les joueurs de football américain à cause des chocs répétés à la tête.